# Джайл, Дон
Доналд Лорен Джайл (англ. Donald Loren Gile; 19 апреля 1935, Модесто, Калифорния — 5 марта 2021, Стиллуотер, Оклахома) — американский бейсболист, игрок первой базы и кэтчер. Выступал в Главной лиге бейсбола с 1959 по 1962 год.

## Биография
Доналд Джайл родился 19 апреля 1935 года в городе Модесто в Калифорнии. Он был одним из двух детей в семье банковского служащего Виктора Джайла, потомка итальянских эмигрантов. Спустя несколько лет после его рождения семья переехала в Сан-Матео. После окончания старшей школы Джайл поступил в Аризонский университет. В течение трёх с половиной лет он играл за его бейсбольную команду, участвовал в Мировой серии колледжей.
В 1955 году Джайл подписал контракт с клубом «Бостон Ред Сокс». Первые два сезона карьеры он провёл в составе команды Калифорнийской лиги «Сан-Хосе Ред Сокс». В 1957 году он выступал за «Гринсборо Пэтриотс», где отбивал с показателем 30,3 % и выбил 11 хоум-ранов. По ходу сезона Джайл несколько раз выбывал из строя из-за травм и перенёс операцию на колене. Эти проблемы полностью решить не удалось, но в 1958 году он провёл хороший сезон в «Аллентаун Ред Сокс» и «Мемфис Чикс», вошёл в сборную звёзд Восточной лиги и претендовал на награду самому ценному её игроку.
В начале 1959 года руководитель фарм-системы «Бостона» Джонни Мерфи назвал Джайла лучшим молодым игроком клуба. Весной он впервые прошёл предсезонные сборы с основным составом, а затем играл за «Аллентаун» и «Миннеаполис Миллерс». Осенью тренерский штаб «Ред Сокс» вызвал его в главную команду, в сентябре Джайл дебютировал в Главной лиге бейсбола. Следующий сезон он начал в «Миллерс», но уже в апреле был снова возвращён в «Бостон», заменив в составе команды травмированных кэтчеров Хейвуда Салливана и Эда Садовски. После восстановления последнего, его вновь отправили в «Миннеаполис». В августе Джайла вернули в основной состав и до конца сезона он выходил либо на первую базу, либо в качестве пинч-хиттера. Всего в 1960 году он принял участие в 29 играх «Ред Сокс».
Большую часть чемпионата 1961 года он тоже провёл в фарм-системе, играя в Лиге Тихоокеанского побережья за «Сиэтл Рейнирс». Джайл сыграл 107 матчей и стал лучшим отбивающим команды с показателем 30,6 %. В 1962 году «Ред Сокс» уже не имели возможности перевести его в младшие лиги, и большую часть сезона он провёл в запасе. После его завершения Джайл был отчислен. В 1963 году он выступал за «Рейнирс» и «Такому Джайентс», а затем объявил о завершении спортивной карьеры.
Закончив играть в бейсбол, Джайл построил карьеру в фармацевтике. В течение десяти лет он работал в компаниях Upjohn и  Squibb Pharmaceutical. Затем в течение шести лет он был вице-президентом в американском отделении немецкой компании Boehringer Ingelheim. Последним местом работы Джайла была компания Olsten Health Care Services, занимавшаяся медицинским обслуживанием на дому. В 1998 году он вышел на пенсию.
Джайл был женат три раза. От первых двух браков у него было три сына и дочь. В третий раз он женился в 2014 году, его супруга Эйлин Борланд была вдовой бывшего игрока «Бостон Ред Сокс» Тома Борланда. Последние годы жизни он прожил в Стиллуотере в Оклахоме. Пятого марта 2021 года Дон Джайл скончался в возрасте 85 лет.